# Manizha Talash
Pour les articles homonymes, voir Manija.
Manizha Talash est le nom de scène d'une b-girl afghane compétitrice de Breaking aux Jeux olympiques d'été de 2024.

## Biographie

### Enfance et éducation
Manizha Talash grandit à Kaboul. Elle est l'aînée de quatre enfants, élevés par leur mère, coiffeuse. Son nom en dari : منیژه تلاش est un nom d'emprunt qui veut dire efforts particuliers, choisi pour se protéger des menaces en Afghanistan.

### Débuts sportifs
En octobre 2020, alors qu'elle travaille pour une ONG aidant les orphelins à poursuivre leurs études, elle découvre la breakdance dans une vidéo du rappeur Jawad Saberi. Elle le contacte sur Facebook et il l'invite à s'entraîner dans son groupe, Superiors Crew, où elle est la seule femme entourée de cinquante-cinq hommes,.
Rapidement, la nouvelle se répand et le club reçoit des menaces de mort. Trois bombes explosent près du club et un homme vient avec une ceinture explosive à un entraînement, poussant la police à faire fermer le club après quatre mois de présence de Talash. 
Un nouveau club ouvre à Kaboul et compte 30 membres, avec pour entraîneur Sajad Temurian. Elle y est aussi la seule femme. Le club essaie de préparer les danseurs aux Jeux olympiques.

### Exil
En août 2021, les talibans prennent le contrôle de l'Afghanistan et interdisent la musique non religieuse. Elle fuit l'Afghanistan et se réfugie au Pakistan avec son frère de douze ans, n'ayant pas le droit de voyager sans tuteur masculin.
Jawad Saberi est réfugié en Espagne, où il s'engage pour faire venir d'autres danseurs. Sept danseurs, ainsi que Talash et son frère, peuvent voyager en Espagne à partir de juillet 2022, où elle est entraînée par David Vento qui est aussi son chorégraphe.

### Jeux olympiques d'été de 2024
Une amie journaliste présente un dossier de candidature au nom de Manizha Talash pour qu'elle puisse participer aux Jeux olympiques d'été de 2024 au sein de l'équipe olympique des réfugiés.
La réponse positive du CIO arrive en mars 2024. Elle utilise sa nouvelle notoriété pour faire venir sa mère et le reste de sa fratrie en Espagne, chose faite en mai 2024.
Au concours de breaking des Jeux olympiques de 2024, elle est éliminée dès le premier tour contre la néerlandaise b-girl India (en). Elle est ensuite disqualifiée pour avoir porté une cape affichant un message politique Free Afghan Women (« Libérez les femmes afghanes »), ce qui est interdit en raison de la neutralité politique imposée par la règle 50 de la charte olympique.